# Уикива-Спрингс (Флорида)
Уикива-Спрингс (англ. Wekiwa Springs) — статистически обособленная местность, расположенная в округе Семинол (штат Флорида, США) с населением в 23 169 человек по статистическим данным переписи 2000 года.

## География
По данным Бюро переписи населения США статистически обособленная местность Уикива-Спрингс имеет общую площадь в 23,57 квадратных километров, из которых 22,27 кв. километров занимает земля и 1,29 кв. километров — вода. Площадь водных ресурсов округа составляет 5,47 % от всей его площади.
Статистически обособленная местность Уикива-Спрингс расположена на высоте 16 м над уровнем моря.

## Демография
По данным переписи населения 2000 года в Уикива-Спрингс проживало 23 169 человек, 6751 семья, насчитывалось 8825 домашних хозяйств и 9123 жилых дома. Средняя плотность населения составляла около 982,99 человек на один квадратный километр. Расовый состав населённого пункта распределился следующим образом: 94,43 % белых, 1,48 % — чёрных или афроамериканцев, 0,17 % — коренных американцев, 2,26 % — азиатов, 0,03 % — выходцев с тихоокеанских островов, 0,99 % — представителей смешанных рас, 0,65 % — других народностей. Испаноговорящие составили 4,92 % от всех жителей статистически обособленной местности.
Из 8825 домашних хозяйств в 36,4 % воспитывали детей в возрасте до 18 лет, 66,8 % представляли собой совместно проживающие супружеские пары, в 7,5 % семей женщины проживали без мужей, 23,5 % не имели семей. 19,3 % от общего числа семей на момент переписи жили самостоятельно, при этом 6,5 % составили одинокие пожилые люди в возрасте 65 лет и старше. Средний размер домашнего хозяйства составил 2,62 человек, а средний размер семьи — 3,02 человек.
Население статистически обособленной местности по возрастному диапазону по данным переписи 2000 года распределилось следующим образом: 25,4 % — жители младше 18 лет, 5,4 % — между 18 и 24 годами, 25,8 % — от 25 до 44 лет, 31,6 % — от 45 до 64 лет и 11,7 % — в возрасте 65 лет и старше. Средний возраст жителей составил 42 года. На каждые 100 женщин в Уикива-Спрингс приходилось 94,9 мужчин, при этом на каждые сто женщин 18 лет и старше приходилось 92,1 мужчин также старше 18 лет.
Средний доход на одно домашнее хозяйство статистически обособленной местности составил 71 839 долларов США, а средний доход на одну семью — 78 495 долларов. При этом мужчины имели средний доход в 61 713 долларов США в год против 37 285 долларов среднегодового дохода у женщин. Доход на душу населения статистически обособленной местности составил 71 839 долларов в год. 1,6 % от всего числа семей в населённом пункте и 2,6 % от всей численности населения находилось на момент переписи населения за чертой бедности, при этом 2,6 % из них были моложе 18 лет и 1,0 % — в возрасте 65 лет и старше.